# Cachaza
La cachaza (cachaça en portugués) es una bebida alcohólica destilada de Brasil. Se obtiene como producto de la destilación del jugo de la caña de azúcar fermentado.
Se diferencia del ron en que éste se obtiene a partir de la fermentación de la melaza, un subproducto anterior a la cristalización del azúcar producido al hervir la caña de azúcar, mientras que la cachaza se elabora a través de la fermentación del jugo de caña de azúcar, exprimido fresco. A partir de dichas similitudes en materia prima, la cachaza suele ser erróneamente calificada de «ron brasileño» en ciertos mercados.

## Definición legal
De acuerdo con el Decreto N.º 4.851 de 2003, su artículo 92 define a la cachaza de la manera siguiente:

Cachaza es la denominación típica y exclusiva del aguardiente de caña producido en Brasil, con graduación alcohólica de treinta y ocho a cuarenta y ocho por ciento de volumen, a veinte grados celsius, obtenida por la destilación de mosto fermentado de caña de azúcar con características sensoriales peculiares, pudiendo serle añadido azúcares hasta seis gramos por litro, expresados en sacarosa.

La Instrucción Normativa n.º 13 del 29 de junio de 2005 es el texto reglamentario básico editado por el Gobierno de Brasil para regular la producción y comercialización de la cachaza en el país. Fue emitida por el Ministerio de Agricultura en la fecha antedicha y publicada en el Diario Oficial de la Unión el 30 de junio de 2006.

## Historia

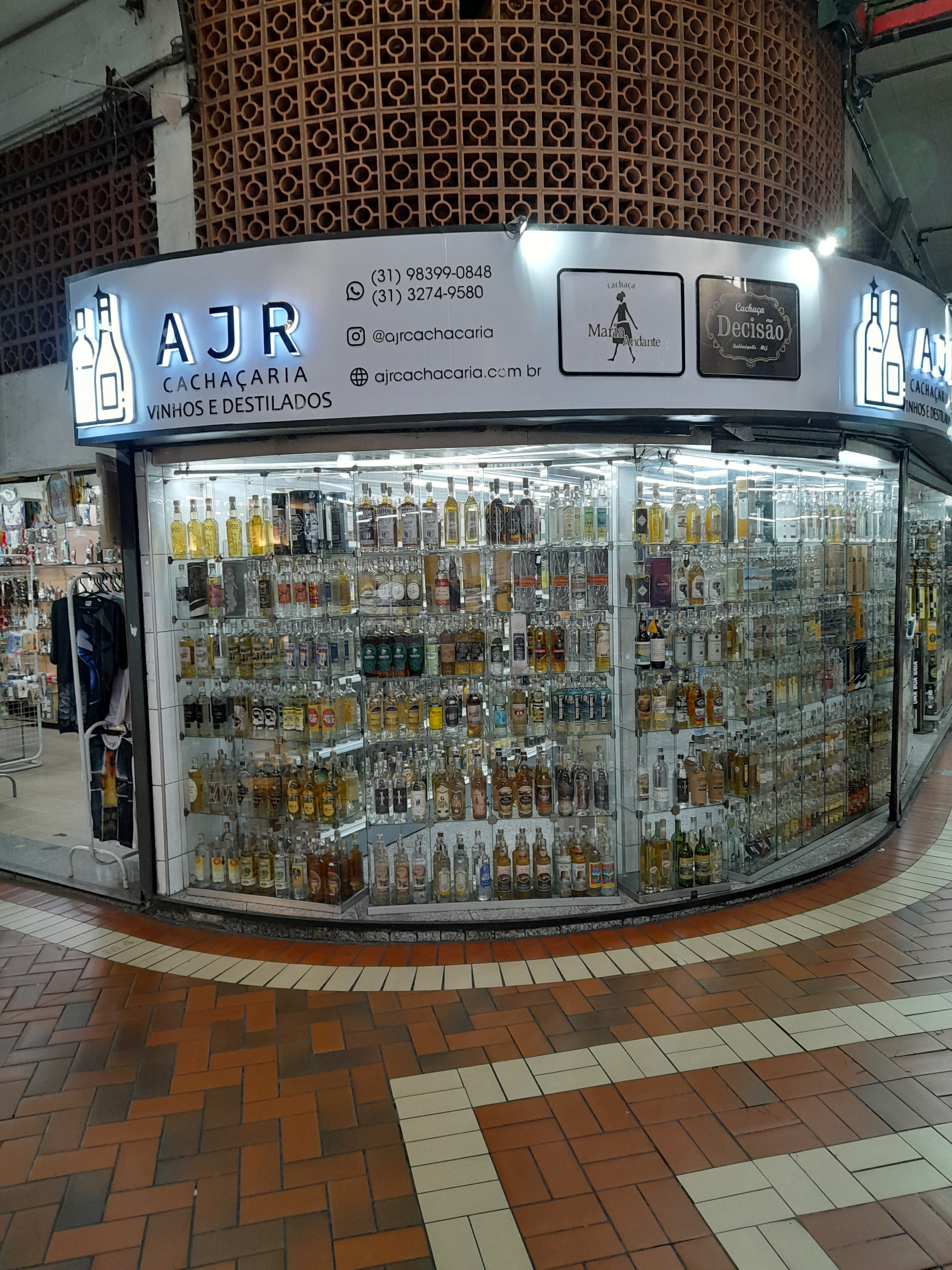
Cachaçaria em Minas Gerais, Brasil.

Los orígenes de la cachaza se remontan a la llegada de los portugueses a Brasil en el siglo XVI. Se estima que la primera destilación de cachaza en el país tuvo lugar en 1516 o en 1532 y se le considera el primer destilado de América, siendo anterior al ron y sirviendo como base en la génesis de su elaboración a partir de 1655.  Los primeros plantines de caña de azúcar llegaron al Brasil en 1502, y el número de ingenios azucareros se multiplicó rápidamente; para 1650, el Brasil colonial era el mayor productor de azúcar a nivel mundial. Después de los siglos XVI y XVII, hubo una gran multiplicación de alambiques en plantaciones azucareras de Pernambuco y São Paulo, para luego extenderse por Río de Janeiro y Minas Gerais. Era tanto el éxito de la cachaza que la Corona portuguesa decidió prohibir su venta en 1649, debido a la disminución en las ventas de vino portugués y el temor de que estimulase la rebeldía de los esclavos negros.

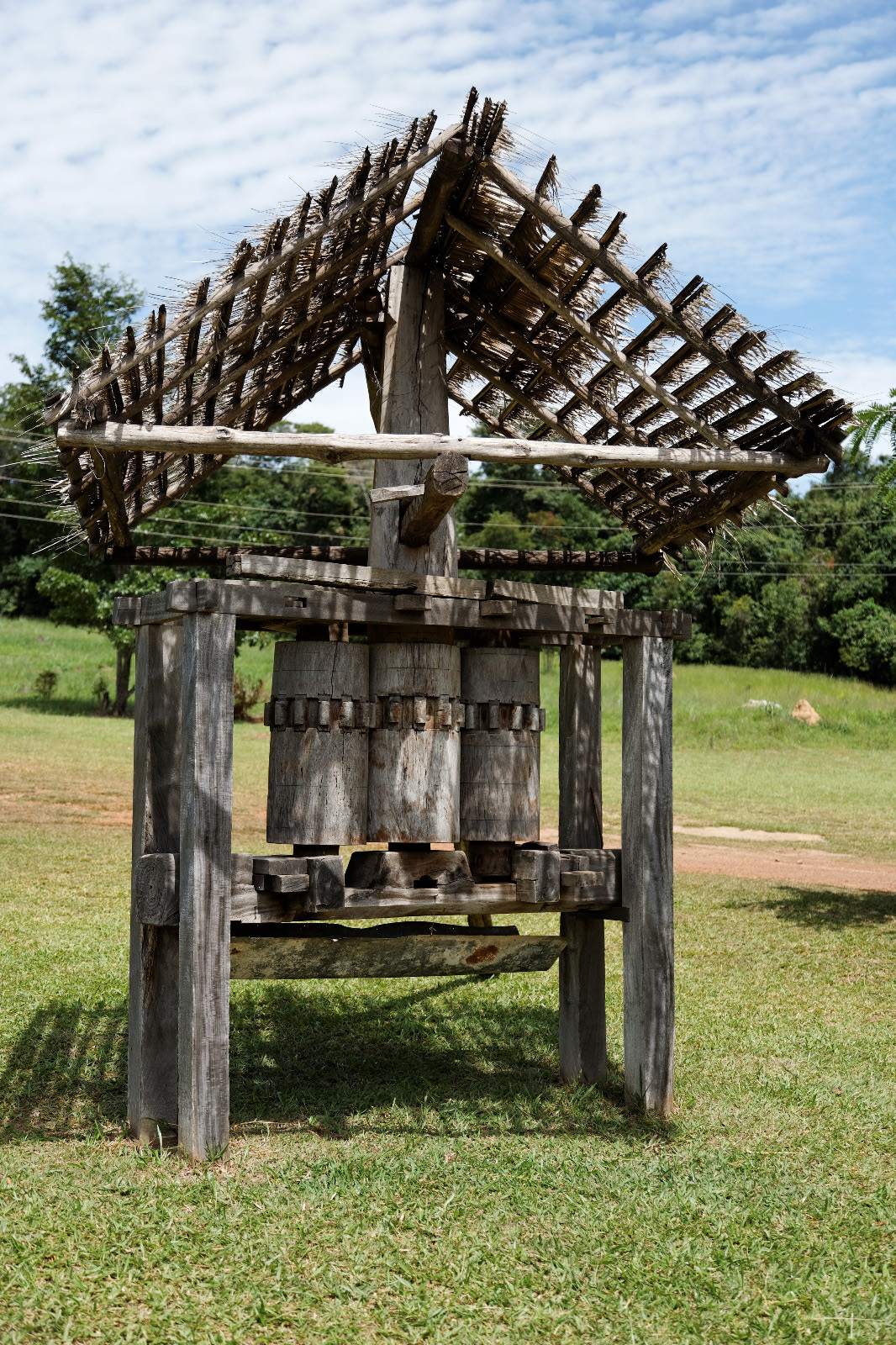
Antiguo ingenio azucarero en Goiás.

 El surgimiento de una economía cafetera y una sociedad que miraba hacia Europa hizo decaer el prestigio de la cachaza en la sociedad brasileña conforme avanzaba el siglo XIX, relegándola a ser asociada con los estratos más bajos. Ésta actitud permaneció en general hasta las décadas de 1980 y 1990, en que surgieron una serie de iniciativas para revalorizar ésta bebida.

## Producción
Existen dos tipos de cachaza: artesanal e industrial.

### Cachaza artesanal
La cachaza artesanal la elaboran miles de pequeños productores repartidos por todo Brasil, siendo considerados como los mejores los del estado de Minas Gerais, así como Paraty (en Río de Janeiro) y São Paulo, en la ciudad de Pirassununga.
Tradicionalmente, el agente de fermentación es una harina de maíz llamada fubá, y la destilación se realiza en un recipiente de cobre.
Generalmente estas cachazas son añejadas para mejorar su sabor y calidad.

### Cachaza industrial
La cachaza industrial se elabora por medianos y grandes productores principalmente ubicados en el estado de Pernambuco y en las afueras de São Paulo. Los productores industriales emplean el proceso de destilación continua, y el producto se vende a los embotelladores. En su mayoría, estas cachazas no están añejadas, pero hay también productores muy antiguos y tradicionales localizados en São Paulo, especialmente en la ciudad de Pirassununga, donde hasta hoy tiene una gran cantidad de productores artesanales.

## Consumo
La cachaza suele beberse en cócteles, siendo el más conocido la caipiriña, hecha con limón, azúcar, cachaza y hielo. También es común beberla sola, ya sea de un solo trago, o saboreándola (sobre todo cuando es de una calidad superior).

## La cachaza en la cultura

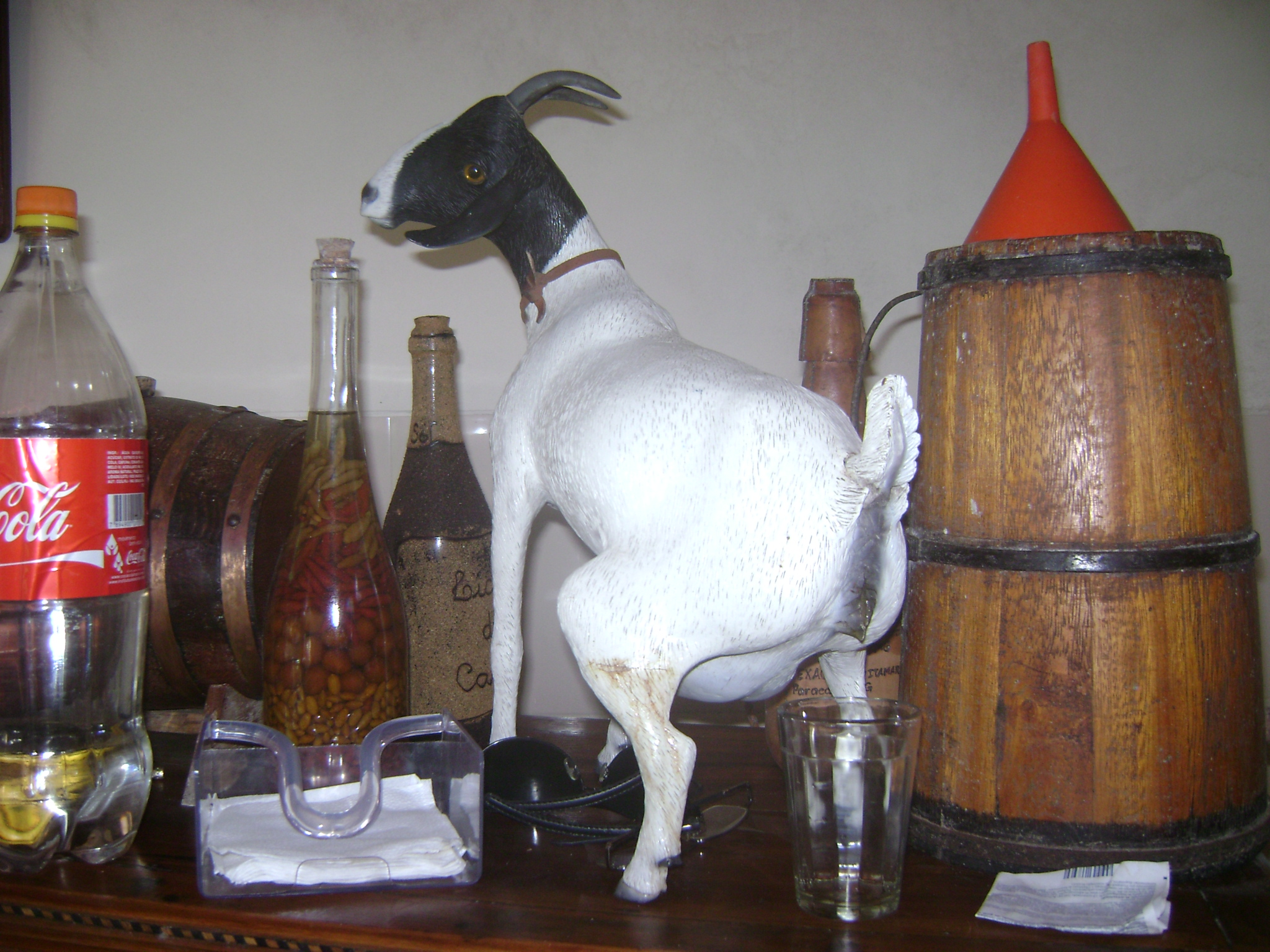
Un recipiente para cachaza (la cabra).

Durante la época de la Conspiración Minera a finales del siglo XVI, la cachaza se transformó en un símbolo de la identidad brasileña y de la resistencia ante la dominación portuguesa. Lo mismo ocurrió durante la Revolución pernambucana de 1817; los historiadores dicen que el padre João Ribeiro Pessoa, uno de los líderes de este movimiento, reemplazó durante las misas el vino portugués por cachaza, como forma de demostrarles a los fieles su apoyo a la revuelta independentista. Años más tarde, el emperador Pedro I brindó por la independencia de Brasil con un cáliz de cachaza, igualmente que el presidente Fernando Henrique Cardoso en 2000 durante las celebraciones de los 500 años del descubrimiento de Brasil.
En Brasil, cada 13 de septiembre se celebra el Día nacional de la Cachaza. Fue establecido por el Instituto Brasileiro da Cachaça (IBRAC) y conmemora la fecha en que Luisa Francisca de Guzmán, reina consorte y regente de Portugal, liberó la producción y comercialización de la bebida en Brasil en 1661, después del término de la Revuelta de la Cachaza.
En la poesía popular, el estudioso Mário Vieira recogió en 1950, en la Estância de Umbá, municipio de Cruz Alta (Río Grande del Sur), una deliciosa “décima” (romance) sobre la cachaza. La oyó al negro Adolfo, encargado de hacienda y cantador en horas de asueto. Adolfo murió en el verano de 1953. Si no fuera por la labor de Mário Vieira, tal vez se hubieran perdido para siempre estos sabrosos versos.

## Lexicografía
El Diccionario de la Real Academia Española, en su voz «cachaza», proporciona dos acepciones de este término: una hace referencia al subproducto y otra a la bebida que, por metonimia, recibe el mismo nombre que el subproducto. El Dicionário da língua portuguesa 2008, en la voz «cachaça» proporciona las mismas acepciones: una propia y otra metonímica.